# 万达·维哈
万达·维哈-瓦诺特（波蘭語：Wanda Wiecha-Wanot，1946年5月14日—），波兰前女子排球运动员。她曾代表波兰国家队参加1968年夏季奥林匹克运动会排球比赛，获得一枚铜牌。